# Jeffrey Marc Monforton
Jeffrey Marc Monforton (Detroit, 5 maggio 1963) è un vescovo cattolico statunitense, dal 28 settembre 2023 vescovo ausiliare di Detroit.

## Biografia
Jeffrey Marc Monforton è nato a Detroit, nel Michigan, il 5 maggio 1963 ed è il maggiore dei tre figli di Marc Louis Monforton e Virginia Rose (nata Ackerman). Ha due fratelli, David e Daniel.

### Formazione e ministero sacerdotale
Ha frequentato la Tinkham Elementary School di Westland, la John Marshall Junior High e si è diplomato alla Wayne Memorial High School di Wayne. Ha quindi studiato presso la Wayne State University di Detroit.
Ha studiato filosofia presso il seminario "Sacro Cuore" di Detroit fino al 1989 e poi è stato inviato a Roma per compiere gli studi di teologia presso il Pontificio collegio americano del Nord e la Pontificia Università Gregoriana. Nel 1992 ha conseguito il baccalaureato. Nel 1994 ha ottenuto la licenza e nel 2002 il dottorato in teologia spirituale presso lo stesso ateneo.
Il 25 giugno 1994 è stato ordinato presbitero per l'arcidiocesi di Detroit nella cattedrale arcidiocesana da monsignor Adam Joseph Maida. In seguito è stato vicario parrocchiale del santuario nazionale del Piccolo Fiore a Royal Oak dal 1994 al 1996; segretario personale del cardinale Adam Jospeh Maida dal 1998 al 2005 e collaboratore pastorale delle parrocchie di San Paolo sul Lago a Pointe Farms dal 1998 al 2002 e di Santa Jane Frances de Chantal a Sterling Heights dal 2002 al 2005; docente presso la Facoltà del seminario "Sacro Cuore" di Detroit dal 2002 al 2005; parroco della parrocchia di Santa Teresa di Lisieux a Shelby Township dal 2005 al 2006; rettore del seminario "Sacro Cuore" di 24 agosto 2006 al 5 maggio 2012 e parroco della parrocchia di Sant'Andrea a Rochester dal maggio del 2012.
Nel 2005 la Congregazione per l'educazione cattolica (dei seminari e degli istituti di studi) lo ha inserito tra i visitatori della visita apostolica ai seminari statunitensi per l'anno accademico 2005-2006. Nello stesso anno è stato nominato cappellano di Sua Santità.
Oltre all'inglese parla l'italiano.

### Ministero episcopale

#### Vescovo di Steubenville
Il 3 luglio 2012 papa Benedetto XVI lo ha nominato vescovo di Steubenville. Ha ricevuto l'ordinazione episcopale il 10 settembre successivo dall'arcivescovo metropolita di Cincinnati Dennis Marion Schnurr, co-consacranti il cardinale Adam Joseph Maida, arcivescovo emerito di Detroit, e l'arcivescovo metropolita della stessa arcidiocesi Allen Henry Vigneron. Durante la stessa celebrazione ha preso possesso della diocesi.
Nel 2013, il vescovo Monforton ha annunciato l'avvio dei lavori di ristrutturazione della cattedrale del Santo Nome. L'iniziativa è stata sospesa nel 2018, a seguito della scoperta di irregolarità finanziarie nell'ufficio diocesano delle finanze.
Nel 2017 la diocesi ha intrapreso un anno di riconsacrazione al Cuore Immacolato di Maria, patrona della diocesi. Ciò è stato accompagnato dalla formazione di una task force ad hoc di 18 persone per accertare le attuali esigenze pastorali della diocesi. È stato anche condiviso un sondaggio con tutti i sacerdoti e con tutte le famiglie della diocesi.
Nel maggio del 2018, la diocesi ha affrontato uno scandalo finanziario quando è diventato evidente che dal 2004 il dipartimento finanziario aveva allocato in modo errato i fondi dalle buste paga dei dipendenti. Monsignor Monforton ha intrapreso una verifica forense delle finanze diocesane risalente al 2014. La diocesi ha pagato 3,5 milioni di tasse arretrate, dopo avere ottenuto i fondi necessari grazie a tagli ad alcune sedi diocesane. A seguito delle misure di austerità, la diocesi ha equilibrato la propria situazione finanziaria. Per questa vicenda il vicario generale, monsignor Kurt Kemo, si è dimesso.
In seno alla Conferenza dei vescovi cattolici degli Stati Uniti è presidente del sottocomitato per gli aiuti alla Chiesa nell'Europa centrale e orientale e membro del comitato per le collette nazionali dal 2019. In precedenza è stato membro del sottocomitato per gli aiuti alla Chiesa nell'Europa centrale e orientale dal 2012.
È anche membro del consiglio di reggenza e del consiglio per la formazione presbiterale del seminario "San Vincenzo" di Latrobe dal 2013; membro aggiunto della facoltà dell'Università Francescana di Steubenville dal 2014; moderatore episcopale presso la Diocesan Information Solutions Community (DISC) dal 2018 e membro del consiglio di fondazione e presidente del comitato per la formazione sacerdotale e la vita del seminario presso il Pontificio Collegio Josephinum di Columbus dal 2019.
È stato membro del consiglio dei governatori e del comitato per lo sviluppo del Pontificio collegio americano del Nord a Roma dal 2012 al 2018 e membro del consiglio dell'American Friends of the Vatican Library.
Monsignor Monforton è un presentatore regolare di tre diverse stazioni radio cattoliche ascoltate in tutta la valle dell'Ohio. È anche attivo su Twitter.
È membro di quarto grado dei Cavalieri di Colombo e nel settembre del 2011 è stato investito a Chicago del titolo di cavaliere dell'Ordine equestre del Santo Sepolcro di Gerusalemme.
Il 10 maggio 2014 è stato insignito del dottorato honoris causa in sacra teologia dall'Università Francescana di Steubenville.
Nel dicembre del 2019 ha compiuto la visita ad limina.
Nel 2020 ha pubblicato un libro: "Ask the Bishop: Questions and Answers Over the Years". Quest'opera è il frutto di sette anni (2012-19) di iniziative di nuova evangelizzazione del vescovo Monfoton.

#### Vescovo ausiliare di Detroit
Il 28 settembre 2023 papa Francesco lo ha nominato vescovo ausiliare di Detroit, trasferendolo alla sede titolare di Centuria.

## Genealogia episcopale
La genealogia episcopale è:
- Cardinale Scipione Rebiba
- Cardinale Giulio Antonio Santori
- Cardinale Girolamo Bernerio, O.P.
- Arcivescovo Galeazzo Sanvitale
- Cardinale Ludovico Ludovisi
- Cardinale Luigi Caetani
- Cardinale Ulderico Carpegna
- Cardinale Paluzzo Paluzzi Altieri degli Albertoni
- Papa Benedetto XIII
- Papa Benedetto XIV
- Papa Clemente XIII
- Cardinale Marcantonio Colonna
- Cardinale Giacinto Sigismondo Gerdil, B.
- Cardinale Giulio Maria della Somaglia
- Cardinale Carlo Odescalchi, S.I.
- Cardinale Costantino Patrizi Naro
- Cardinale Lucido Maria Parocchi
- Papa Pio X
- Papa Benedetto XV
- Papa Pio XII
- Cardinale Francis Joseph Spellman
- Cardinale Terence James Cooke
- Vescovo Howard James Hubbard
- Arcivescovo Harry Joseph Flynn
- Arcivescovo Dennis Marion Schnurr
- Vescovo Jeffrey Marc Monforton

## Araldica
| Stemma | Titolare                                       | Descrizione |
|        | Jeffrey Marc Monforton Vescovo di Steubenville | Inquartato: al primo d'azzurro alla mezzaluna montante d'argento, sormontata da un cuore d'argento, caricato di una rosa di rosso; al secondo d'azzurro al castello Monfort d'argento, movente da un monte di verde, sinistrato da una torre d'argento, movente da altro monte di verde; al terzo d'argento, alla torta alzata di rosso, caricata da una corona d'oro, sovraccaricata dalle lettere IHS di nero, accompagnata a destra, a sinistra e in punta da tre fiamme di rosso; al quarto di rosso al leone rampante d'argento, tenente un cuore coronato dello stesso; alla fascia attraversante, partita: al I ripartita d'argento e d'azzurro, alla banda di rosso attraversante sulla ripartizione; al II d'argento, a tre rose di rosso, ordinate in fascia. Ornamenti esteriori da vescovo. La croce processionale ha la forma di una croce di Gerusalemme, poiché il vescovo nel 2011 è stato insignito dell'Ordine equestre del Santo Sepolcro di Gerusalemme. Motto: "Faith comes from hearing" ("La fede proviene dall'ascolto"). |